# Agata Ciabattoni
Agata Ciabattoni (Ripatransone, 22 gennaio 1971) è un'informatica e matematica italiana.

## Biografia
Ha conseguito master e dottorato di ricerca in Computer Science all'Università di Milano e all'Università di Bologna. Attualmente è docente presso la Facoltà di Informatica dell'Università tecnica di Vienna. Nel 2011 ha ricevuto il riconoscimento europeo STARTS Prize per il progetto universitario da lei diretto "Nichtklassische Beweise: Theorie, Automatisierung, Anwendungen'" (Dimostrazioni non classiche: teoria, applicazioni e strumenti), unica ricercatrice di sesso femminile a ricevere il premio durante quell'edizione.
Dal 2021 dirige il progetto di ricerca Mosaic - modal logics, finanziato dall'Unione Europea, progetto atto ad esplorare le applicazioni delle logiche rappresentative della conoscenza, del ragionamento giuridico e della analisi logica del linguaggio naturale.

## Pubblicazioni
- Logica a informatica, di Andrea Asperti e Agata Ciabattoni, 1997, ed. McGraw-Hill, ISBN 9788838607578.